# Асратян, Мурад Маргарович
Мура́д Марка́рович (Мору́сович) Асратя́н (20 июня 1935, Ереван) — армянский архитектор и искусствовед, историк архитектуры. Заслуженный архитектор Республики Армения (2007). Член-корреспондент Национальной академии наук Республики Армения (2006), доктор архитектуры (1993), профессор (2003).

## Биография
Мурад Асратян родился 20 июня 1935 года в Ереване, в семье одного из первых студентов историографического факультета Ереванского государственного университета, в дальнейшем, директора Матенадарана и исторического музея Армении, известного историка-филолога, заслуженного деятеля науки Армянской ССР Моруса (Маркара) Асратяна и заслуженного учителя Армянской ССР, преподавательницы армянского языка и литературы в Ереванской средней школе имени Крупской Сирануш Мартиросян-Асратян.
В 1958 году окончил с отличием Ереванский политехнический институт, получив специализацию архитектора. Его преподавателями были Рафаел Исраелян, Самвел Сафарян, Вараздат Арутюнян, а руководителем дипломной работы — Микаел Мазманян.
В 1958 году приступил к работе в новой мастерской Геворга Таманяна в институте Ереванпроект, в качестве старшего архитектора. По его проектам в Ереване были построены жилые и административные здания, школы, в том числе 21-я школа имени Ширванзаде. Спроектировал жилые комплексы совхоза Лукашин и Канакерской ГЭС. С 1962 года — член Союза архитекторов СССР. С 1964 года одновременно занимался научной работой в Институте искусств АН Армянской ССР в качестве младшего научного сотрудника, затем — научного секретаря института. В 1968 году вступил в КПСС.
Параллельно, с 1971 по 1976 годы был секретарем совета по присуждению научных степеней, действующем при Институте искусств АН Армянской ССР. В 1979 году М. Асратян был назначен руководителем нового отдела по сбору данных о памятниках истории и культуры, работая на этой должности до 1985 года. С 1988 года по сей день М. Асратян является руководителем архитектурного отдела Института искусств НАН РА.
В 1969 году М. Асратян защитил диссертацию на соискание учёной степени кандидата архитектуры на тему «Архитектурные комплексы Сюника XVII—XVIII веков». В 2003 году М. Асратян получил учёную степень профессора архитектуры. С 1994 года преподаёт в Государственной академии художеств Армении, а с 1999 года — в Ереванском государственном университете.
С 1998 года — член Инженерной академии Армении.
С 2006 года — член-корреспондент НАН РА.
С 2015 года — член-корреспондент Международной академии Архитектуры.

## Исследования
М. Асратян измерил около 150 памятников армянского наследия за рубежом, в частности, армянские церкви в Тбилиси, опубликовал результаты исследований на русском и французском языках. В 1964 году он первым из сотрудников Института искусств АН Армянской ССР посетил Нагорный Карабах, став первым армянином-историком архитектуры, изучившим эту область исторической Армении. Им впервые были измерены и описаны бесценные архитектурные комплексы Нагорного Карабаха, такие, как монастырь Амараса, Дадиванк, Хатраванк, монастырь Гандзасар, Гтчаванк, множество церквей, в том числе, знаменитый собор Газанчецоц в Шуше. Первым изучил и ввёл в научный обиход памятники раннего средневековья Таширского, Ддмашенского, Саракапского районов, сопоставил связи армяно-византийской, армяно-грузинской и армяно-иранской архитектуры.
В Нахичеване М. Асратян измерил и исследовал множество памятников, в том числе Красный Монастырь Астапата, который вскоре после этого был разрушен нынешними властями Нахичевана и ныне существует лишь в записях и описаниях М. Асратяна.

## Книги
М. Асратян был соавтором всех статей в четырёхтомнике «История Армении», посвящённых армянской архитектуре. Является соавтором ряда книг, посвящённых армянской архитектуре («Ереван» на русском языке, 1968; «Архитектура Советской Армении» на русском языке, 1972; «Кечарис» на английском и итальянском языках, 1982; «Гандзасар» на английском и итальянском языках, 1987). М. Асратян является автором около двух десятков книг, многочисленных брошюр, сотен статей, тезисов, обзоров и энциклопедических статей, которые были изданы в Армении, Москве, Киеве, Тбилиси, Париже, Лионе, Вене, Лиссабоне, Риме, Венеции, Милане, Болонье, Неаполе, Монреале, Иокогаме, Анкаре. Первая книга М. Асратяна была об архитектуре его родного города Еревана, посвящённая 2750-й годовщине основания города, была издана в Москве в 1968 году в соавторстве с Вараздатом Арутюняном и Арсеном Меликяном. Тот же авторский состав в 1972 году в Москве издал книгу «Архитектура Советской Армении», посвящённую 50-летию создания СССР. За труд в коллективной работе над книгой «История армянского искусства», в которой он стал автором разделов, посвящённых истории армянской архитектуры, М. Асратян был удостоен Государственной премии РА.

## Награды
- Премия Ленинского комсомола Армении (1970).
- Государственная премия Республики Армения (2009) — за труд «История армянского искусства»
- Премия имени Тороса Тораманяна Национальной академии наук Республики Армения (2011) — за труд «Раннехристианская армянская архитектура» (Москва, 2010).
- Заслуженный архитектор Республики Армения (2007).
- Памятная медаль Премьер-министра Республики Армения (2011).
- Золотая медаль Министерства культуры Республики Армения (2009).
- Золотая памятная медаль Министерства образования и науки Республики Армения (2010).
- Золотая медаль Ереванского государственного университета (2010).
- Почётный диплом Академии художеств СССР (1990).